# المركز الوطني للعمليات الأمنية (السعودية)
المركز الوطني للعمليات الأمنية هو حلقة الوصل والتنسيق بين القطاعات الأمنية، أو إدارة الأزمات والحالات الطارئة بوزارة الداخلية السعودية، وهو مركز حيوي لمعالجة المعلومات الجغرافية والإدارية، وفقاً لما يتطلبه الموقف الأمني، ومرجعاً لمتخذي القرار حيال ما تمت معالجته من حالات، أو للتنبؤ بالأخطار والحالات المحتملة. المركز يرتبط بوزير الداخلية السعودي ، ويضم مندوبين من كافة القطاعات الأمنية وضباط اتصال من وزارة الدفاع ووزارة الحرس الوطني.

## نبذة عن إنشاء المركز
كان يعرف سابقا بمركز القيادة والسيطرة والتحكم، والذي يقتصر دوره على تنسيق جهود الجهات الأمنية فيما بينها من جهة ووزارة الداخلية من جهة أخرى، وبتغير المسمى إلى (المركز الوطني للعمليات الأمنية) توسعت مهام المركز التي يتطلبها الواقع الأمني، نتج عنه إفتتاح( مراكز العمليات الأمنية الموحدة (911) بمناطق مكة المكرمة والرياض والمنطقة الشرقية و(منطقة المدينة المنورة بشكل جزئي) على أن تتضمن المرحلة القادمة تدشين مركز في  منطقتي القصيم وعسير ومن ثم انشاء مراكز لبقية المناطق.

## الدور الأمني للمركز
وحدة أمنية تعني بمهمة التنسيق وتوحيد الجهود بين القطاعات الأمنية منذ أكثر من 20 عاماً، يتم العمل فيها من خلال تكليف مندوبين من القطاعات الأمنية عند الحاجة فقط. ونظراً لتطور الأحداث ولهدف مواكبتها، فقد أصدر وزير الداخلية توجيهه بتطوير هذه الغرفة لتصبح مركزاً للقيادة والسيطرة والتحكم والتي أصبحت فيما بعد المركز الوطني للعمليات الأمنية والذي يضم جميع الأجهزة الأمنية والخدمية لتتولي إدارة الأزمات والحالات الطارئة، وفقاً لما يتطلبه الموقف الأمني.
وكمرحلة أولى للتطوير ثم تشغيله بـ (6) إدارات رئيسية هي:
- مراكز العمليات الأمنية الموحدة 911
- إدارة العمليات
- إدارة المعلومات
- إدارة التخطيط للأزمات والكوارث
- إدارة الاتصالات وتقنية المعلومات
- إدارة المراقبة التلفزيونية
- إدارة الموارد البشرية
- شعبة العلاقات والإعلام
- شعبة الجودة
- شعبة المتابعة
- شعبة الاتصالات الإدارية
- شعبة الخدمات المساندة ومكتب إدارة المشاريع

## مهام المركز
يقوم مركز القيادة والتحكم بمتابعة الحالة الأمنية في كافة أنحاء المملكة، والتنسيق مع الجهات الأمنية والجهات الحكومية ذات العلاقة لمعالجة الحالات الأمنية الطارئة وفقاً لما يتطلبه الموقف الأمني. وتبعا لذلك يكلف المركز بالمهام التالية:
1. رصد ومراقبة الوضع الأمني بشكل عام على مستوى المملكة، وجمع وتحليل المؤشرات السلبية، وتقديمها لصاحب الصلاحية مقرونة بالحلول المقترحة للمساعدة في سرعة اتخاذ القرار.
2. تمرير الأوامر ذات العلاقة بالحالات الأمنية الطارئة، بما في ذلك رفع أو خفض حالات التأهب للقطـاعات الأمنية عند صـدورها من صاحب الصلاحية.
3. إدارة الأزمة أو الحدث الأمني في حالة تجاوزه لقدرة الجهات الأمنية في المنطـقة أو في حــال حدوثه في أكثر من منطقة.
4. تنسيق جهود القطاعات الأمنية التابعة لوزارة الداخلية عند التعامل مع الحدث وفق الخطط الأمنية المعدة لكل حالة.
5. التنسيق مع القطاعات العسكرية الأخرى، الإدارات والمؤسسات الحكومية والمدنية والخاصة ذات العلاقة، فيما يخدم معالجة الأحداث التي تظهر في حينها لأغراض المساندة مع مراعاة أنظمة وإجراءات التنسيق القائمة في القطاعات الأمنية.
6. المتابعة اليومية مع غرف العمليات المشتركة بإمارات المناطق لمعرفة الحالة الأمنية، والتنسيق الفوري معهم في الحالات الطارئة لتمرير المعلومة لصاحب الصلاحية في حينه.
7. جمع وتصنيف وتحليل وتقييم وتوثيق المعلومات الأمنية والوقوعات اليومية التي ترد من القطاعات الأمنية والجهات الأخرى على مدار الساعة، حسب درجة ونوعية البلاغ، مع متابعة الحدث أولاً بأول، والرفع عن ذلك لمساعد وزير الداخلية للشؤون الأمنية من خلال تقرير يومي.
8. استقبال البلاغات الهامة وتمريرها للجهات المعنية بعد التأكد من صحتها.
9. تمرير المعلومات التحذيرية للقطاعات الأمنية والجهات المسؤولة عن أمن المنشآت الحيوية وممثليات الدول الأجنبية والمجمعات السكنية.
10. رصد وتصنيف وتوثيق الخطط الأمنية التي تعد من قبل القطاعات الأمنية، وإعداد الخطة الأمنية العامة حسب الموقف.
11. رصد ما يرد من إمارات المناطق عن ردود أفعال المواطنين والمقيمين حيال الأوضاع السياسية والأمنية والاقتصـادية والاجتماعية والصحية، وتحليلها والرفع عنها بتقارير دورية (يوميـة، أسبوعية، شهرية . . إلخ ) حسب الموقف الأمني.
12. توفير المعلومات الإدارية والجغرافية لتكون في متناول القطاعات الأمنية من خلال نظام المعلومات الجغرافية وبقية البرامج الحاسوبية المساندة.
13. متابعة الأحداث والأزمات الأمنية الدولية، وإعداد التصورات والافتراضات وانعكاساتها داخلياً.
14. تقييم إجراءات معالجة الأحداث، واستخلاص الدروس المستفادة منها ( الملاحظات والحلول المقترحة لمعالجتها).
15. مراجعة أداء كل إدارة من إدارات المركز، ومعالجة ما يتم رصده من أوجه القصور، وتفعيل كل ما من شأنه رفع مستوى الأداء.
16. تنفيذ أي مهام يكلف بها المركز لاحقاً من قبل صاحب الصلاحية.

## وصلات خارجية
- وزارة الداخلية السعودية - الموقع الرسمي
- المركز الوطني للعمليات الأمنية - وزارة الداخلية السعودية